# Jens Emil Mungard
Jens Emil Mungard (født 9. februar 1885 i Kejtum på Sild, død 13. februar 1940 i KZ-lejren Sachsenhausen) var en nordfrisisk digter fra Sild. Han var søn af den frisiske sprogforsker Nann Peter Mungard. Ligesom faderen var Jens Emil Mungard national friser og havde sympati for den danske sag.
Han skrev cirka 700 digte og 9 skuespil på sildfrisisk. Under den tyske nationalsocialisme havde Jens Emil Mungard skriveforbud. I 1938 blev han indsat i KZ-lejren Sachsenhausen, hvor han døde i 1940 som følge af interneringen.

## Digt
Ströntistel es min bloom,

Ströntistel neem's uk mi.

Jü gröört üp dünemsön,

Ik üp des leewents-strön,

En proter haa wat biid!

Strandtidsel er min blomst,

strandtidsel kalder de også mig.

Den gror på klittens sand,

jeg på livets strand,

og torne har vi begge.

## Fodnoter
1. ↑  Strand-mandstro